# Erich Wunderlich
Ernst Erich Wunderlich (geboren 16. Oktober 1889 in Berlin; gestorben 13. Juli 1945 in Tübingen) war ein deutscher Geograph und Hochschullehrer.

## Leben
Der in Berlin-Sommerfeld geborene Wunderlich studierte an der Philosophischen Fakultät der damaligen Friedrich-Wilhelms-Universität Berlin, an der er 1915 seine Dissertation ablegte unter dem Titel Die Oberflächenformen des norddeutschen Flachlandes zwischen Elbe und Oder.
Im Ersten Weltkrieg wirkte er von 1915 bis 1918 im Deutschen Heer und war in der Nachfolge von Max Friederichsen ab 1917 wissenschaftlicher Leiter der Landeskundlichen Kommission beim Generalgouvernement in Warschau. In dieser Zeit durfte er sich dort grenzüberschreitend überall per Kraftwagen oder „in der Polsterklasse“ der Eisenbahn frei bewegen, eine Waffe bei sich führen und war unter anderem befugt, „wissenschaftliche Druck- und Schriftsachen sowie Karten und photographische Apparate ungehindert über die Grenze zu bringen.“ Bis 1918 publizierte Wunderlich mehrfach über die veränderten geographischen Bedingungen in Kongreß-Polen. Zu Beginn der Weimarer Republik arbeitete Wunderlich ab 1918 zunächst als Assistent und im Folgejahr 1919 kurzzeitig als Privatdozent an der Berliner Universität. Ebenfalls 1919 erhielt er einen Lehrauftrag für Allgemeine Geographie an der Technischen Hochschule in Stuttgart, an der er am 15. November 1923 eine außerordentliche Professur übernahm. Dort war er zudem Vorstand des Geographischen Seminars, dem späteren Geographischen Institut der TH Stuttgart. In seinen Stuttgarter Jahren war er Redakteur und Herausgeber der Stuttgarter geographische Studien und anfangs Leiter der Osteuropa-Abteilung, später der Karten- und Bildabteilung des Deutschen Auslandsinstituts.
Im Jahr der Machtübernahme durch die Nationalsozialisten wurde Wunderlich 1933 eine Reisebeihilfe für sein Forschungsprojekt Untersuchungen über die Verbreitung und politisch-geographische Bedeutung des Polentums in den Grenzgebieten der polnischen Nachbarstaaten bewilligt.
Am 29. Juni 1939 wurde Wunderlich – rückwirkend zum 1. April des Jahres – zum außerordentlichen Professor für Geographie an der Technischen Hochschule in Hannover berufen, und arbeitete am dortigen Geographischen Institut.
Nach Beginn des Zweiten Weltkrieges übernahm er ab dem 8. April 1940 eine nebenamtliche Lehrtätigkeit an der hannoverschen Leibniz-Akademie. Daneben war er Redakteur und Herausgeber des zweibändigen Jahrbuchs der Geographischen Gesellschaft zu Hannover, das 1942 „zum 700jährigen Jubiläum der Stadt Hannover“ in der Hahnschen Buchhandlung erschien.
1943 erhielt Wunderlich auf Antrag die Bewilligung für die beiden Forschungsaufträge zur Entwicklung der deutschen Grosstädte und zur Entwicklung der Bevölkerung in den verschiedenen Teilräumen Grossdeutschlands. Zudem ging er neben seiner Lehrverpflichtung in Hannover im Sommersemester 1944 vertretungsweise einer Tätigkeit am Lehrstuhl für Geographie an der Christian-Albrechts-Universität zu Kiel nach.
Ernst Wunderlich starb wenige Wochen nach Beginn der deutschen Nachkriegszeit Mitte Juli 1945 „zu Tübingen“ im Alter von 55 Jahren.
Wunderlichs Sohn Hans Georg Wunderlich wurde 1970 Ordinarius für Geologie in Stuttgart.

## Schriften (Auswahl)
- Die Oberflächenformen des norddeutschen Flachlandes zwischen Elbe und Oder, Dissertation 1915 an der Universität Berlin
- Erich Wunderlich (Red.): Beiträge zur Polnischen Landeskunde, Berlin: Gea Verlag, 1917f.
- Geographischer Bilderatlas von Polen (Kongress-Polen). Mit über 100 Originalaufnahmen, 4 Textfiguren, 6 Specialkärtchen und 1 Übersichtskarte, 3., neu durchgesehene Auflage (= Beiträge zur polnischen Landeskunde, Reihe B, Band 1) (= Veröffentlichungen der Landeskundlichen Kommission beim Kaiserlichen Deutschen General-Gouvernment Warschau, Berlin: Gea-Verlag, 1918
- Württemberg im Kartenbild 1:100 000
  - Band 1: Oberschwaben: Erläuterungen des Württembergischen Anteils an der Reichskarte 1:100 000 (= Stuttgarter Geographische Studien, Reihe A, Bde. 8/9), Stuttgart: Fleischhauer & Spohn, 1927
  - Band 2: Die Schwäbische Alb im Kartenbild. Erläuterungen des Württembergischen Anteils an der Reichskarte 1:100 000 (= Stuttgarter Geographische Studien, Reihe A, Bde. 14/15), Stuttgart: Fleischhauer & Spohn, 1929
  - Band 3:  Der württembergische Schwarzwald im Kartenbild. Erläuterungen des Württembergischen Anteils an der Reichskarte 1:100 000 (= Stuttgarter Geographische Studien, Reihe A, Doppelband 29/30), Stuttgart: Fleischhauer & Spohn, 1931
- Erich Wunderlich (Hrsg.): Indien in der modernen Weltwirtschaft und Weltpolitik, Stuttgart: Fleischhauer & Spohn, 1931
- Erich Wunderlich (Hrsg.): Ostasien in der Krise Stuttgart: Fleischhauer & Spohn, 1933
- Erich Wunderlich (Hrsg.): Der Donauraum und seine Probleme, Stuttgart: Fleischhauer & Spohn, 1933
- Erich Wunderlich (Hrsg.): Deutschland und der Nordwesten, Stuttgart: Fleischhauer & Spohn, 1936
- Erich Wunderlich (Hrsg.): Deutschland und der Südwesten, Stuttgart: Fleischhauer & Spohn, 1937
- Erich Wunderlich, Siegfried Endress: Begleitworte zu einer neuen Wandkarte „Das Deutschtum in der Welt“ (= Unterrichtsbeiträge zur Pflege der Geographie und der geographischen Landeskunde mit besonderer Berücksichtigung Württembergs, Heft 14) (= Veröffentlichungen des Geographischen Instituts der Technischen Hochschule Stuttgart, Reihe B) (zugleich erschienen in: Der praktische Schulmann, Jahrgang 1937), Stuttgart: Fleischhauer & Spohn, 1937; Digitalisat der Deutschen Nationalbibliothek

## Archivalien
Archivalien von und über Erich Wunderlich finden sich beispielsweise
- als am 16. Mai 1917 ausgestellter Ausweis von „Friedrich Wunderlich“ im Universitätsarchiv Hannover, Nachlass Erich Wunderlich;[5]
- im Ethnologischen Museum in Krakau: Rund 3000 Negative von Exkursionsfotografien, darunter aus Wunderlichs Zeit in Polen.[5]